# Diradops
Diradops is een geslacht van insecten uit de orde vliesvleugeligen (Hymenoptera) en de familie Ichneumonidae.

## Soorten
- D. alternata (Cresson, 1874)
- D. azopa Ugalde & Gauld, 2002
- D. bethunei (Cresson, 1869)
- D. bionica Ugalde & Gauld, 2002
- D. cardena Ugalde & Gauld, 2002
- D. castanea (Brulle, 1846)
- D. curvatoria (Fabricius, 1804)
- D. diora Ugalde & Gauld, 2002
- D. empuza Ugalde & Gauld, 2002
- D. fixata Ugalde & Gauld, 2002
- D. granulata Ugalde & Gauld, 2002
- D. horta Ugalde & Gauld, 2002
- D. hyphantriae Kasparyan & Pinson, 2007
- D. jesusandresi Ugalde & Gauld, 2002
- D. maculata (Brulle, 1846)
- D. maijae Ugalde & Gauld, 2002
- D. mexicana (Cresson, 1874)
- D. nishidai Ugalde & Gauld, 2002
- D. norae Ugalde & Gauld, 2002
- D. opeva Ugalde & Gauld, 2002
- D. poirena Ugalde & Gauld, 2002
- D. pulchra Kasparyan, 2007
- D. quila Ugalde & Gauld, 2002
- D. rabida Ugalde & Gauld, 2002
- D. rugosa Ugalde & Gauld, 2002
- D. runea Ugalde & Gauld, 2002
- D. surena Ugalde & Gauld, 2002
- D. tamaska Ugalde & Gauld, 2002
- D. tamayoae Ugalde & Gauld, 2002
- D. vilmae Ugalde & Gauld, 2002
- D. wangora Ugalde & Gauld, 2002
- D. wiensi Ugalde & Gauld, 2002
- D. xenika Ugalde & Gauld, 2002
- D. yovera Ugalde & Gauld, 2002
- D. zootita Ugalde & Gauld, 2002